# Львівська середня загальноосвітня школа № 54
Львівська середня загальноосвітня школа № 54 імені Квітки Цісик — школа з українською мовою навчання, розташована в Шевченківському районі Львова, на вул. Хвильового, що в місцевості Замарстинів.

## Історія
Урочисте відкриття школи відбулося 4 вересня 1975 року. 
21 грудня 2017 року ухвалою Львівська міська рада львівській середній загальноосвітній школі № 54 присвоєно ім'я Квітки Цісик — відомої американської співачки українського походження.
24 квітня 2018 року на території школи відбулася урочиста академія з нагоди 65-ліття Квітки Цісик.

## Музей Квітки Цісик
У приміщенні школи розташований музей Квітки Цісик. Експозиція міститься в одній кімнаті: тут є диски, чобітки, рукавички, ноти та інші особисті речі Квітки, які надала родина співачки. Музей включено у список туристичних місць Львова.

## Адміністрація
- Директор — Пелещишин Ростислав Миколайович.

## Галерея

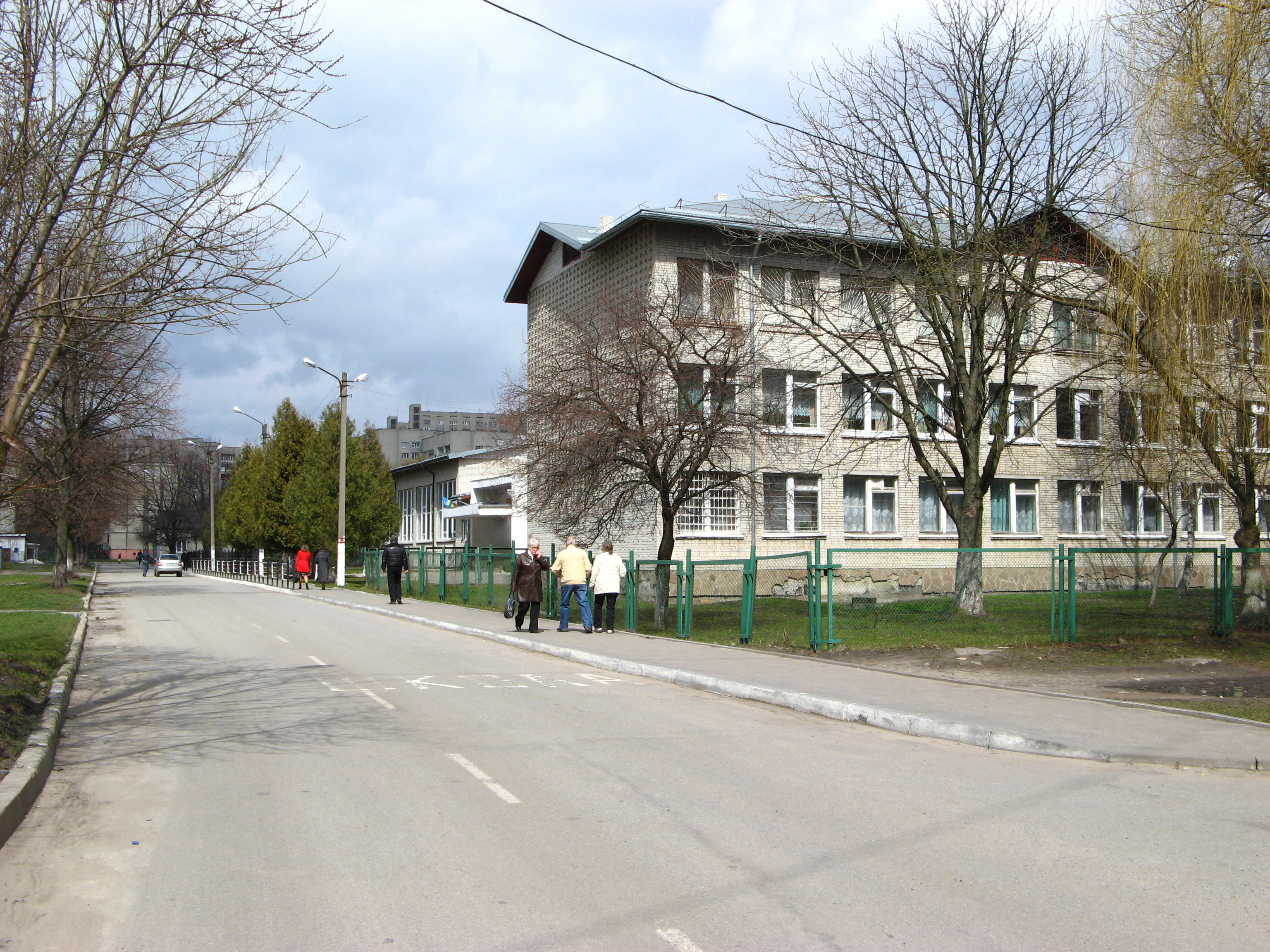
Львівська СЗОШ № 54 імені Квітки Цісик у Львові
Пам'ятний знак на честь Квітки Цісик на подвір'ї школи